# Бед Бейбі
Данієль Бреголі (англ. Danielle Bregoli), відома під псевдонімом Бед Бейбі (англ. Bhad Bhabie) — американська реп-виконавиця та соцмедійна особистість. Стала відомою завдяки вірусному відео-мему та фразі «cash me outside», яку вжила під час ток-шоу «Dr. Phil» у вересні 2016 року. Випустила свій дебютний сингл наприкінці серпня 2017 року.

## Біографія
Данієль Бреголі Песковіц народилася 26 березня 2003 року у Бойнтон-Біч, Флорида, США. Її батьки — Айра Песковіц та Барбара Бреголі — зустрічалися всього протягом року, коли вона народилася, та розійшлись, коли Данієль була ще немовлям. Виховувалася головним чином матір'ю, живучи окремо від свого батька, заступника шерифа в Департамент поліції Палм-Біч.

## Кар'єра

### Ток-шоу «Др. Філ»
14 вересня 2016 року Бреголі та її мама Барбара Енн взяли участь в інтерв'ю з др. Філом під назвою «Я хочу позбутися своєї тринадцятирічної дочки, яка викрадає машини, орудує ножем, танцює тверк та намагається підставити мене у скоєні злочину», де обговорюється неслухняна поведінка дівчини, зокрема й інцидент з викраданням машини одного з членів команди під час зйомки епізоду. Роздратована сміхом аудиторії, Данієль назвала їх усіх купкою шльондр та запропонувала: «Впіймайте мене на вулиці, як щодо цього» (англ. Catch me outside how about that), однак її вимова цієї фрази стала вірусним інтернет-мемом — «Cash Me Ousside Howbow Dah». 10 лютого 2017 року Бреголі знову з'явилася на шоу, але цього разу зі своїм психотерапевтом. DJ Suede The Remix God скористався популярною фразою та записав трек «Cash Me Outside Remix», який 4 березня 2017 року потрапив до списку Billboard Hot 100.
Бреголі та її матір подали до суду на три компанії, які «зазіхнули на її інтелектуальну власність» та без жодного дозволу використали її коронну фразу. Вона також пригрозила судовою тяганиною мережі Вол-Март, яка використала фразу на футболках. 2017 року завдяки виразу її номінували на премію MTV Movie & TV Awards у категорії «Тренд».

### Проблеми з законом
Після появи на ток-шоу «Др. Філ», Бреголі провела деякий час на ранчо для проблемних підлітків в штаті Юта. Згодом її взяли під арешт та визнали винною в крадіжці у великих розмірах, володінні марихуаною, поданні неправдивої заяви в поліцію. У липні 2017 року їй дали умовний п'ятирічний термін. 16 березня 2018 року стало відомо, що завдяки новому юристу Бреголі вдалося домогтись скасування випробувального терміну.

### Музика
Бреголі випустила свій дебютний сингл «These Heaux» 26 серпня 2017 року. Бреголі стала наймолодшою реп-виконавицею, яка дебютувала треком, що посів 77-му сходинку у чартах Billboard Hot 100. Після несподіваного успіху «These Heaux», Бреголі підписала контракт зі студією звукозапису Atlantic Records. З того часу світ побачили ще декілька пісень юної виконавиці. 21 вересня 2017 року вийшов відеокліп «Hi Bich / Whachu Know», який містив два нових сингли виконавиці. Згодом трек «Hi Bich» посів 68 сходинку в чартах Billboard Hot 100. 30 листопада 2017 року вийшов сингл «I Got It», а у грудні — сингл під назвою «Mama Don't Worry (Still Ain't Dirty)», який розповідає про її минуле, а також про те, що будь-які згадки про її появу на ток-шоу «Др. Філл» мають піти в небуття. Виконавиця підкреслює свою думку в відеокліпі «Both Of Em», коли закопує стару себе.
У лютому 2018 року вийшов ремікс треку «Hi Bich (Remix)», записаний за участі таких реп-виконавців як: Rich the Kid, Asian Doll та MadeinTYO. 26 березня 2018 року світ побачив сингл «Gucci Flip Flops», записаний за участі репера Lil Yachty, а 2 травня 2018 року вийшов однойменний відеокліп, де Бреголі зображена як одна з дітей у традиційній нуклеарній сім'ї 80-х років минулого століття, яка дивиться кольорове телебачення у своїй чорно-білій вітальні. По телевізору показують Бреголі, яка у звичному сучасному одязі читає реп разом із реп-виконавцем Lil Yachty. Тим часом, Данієль зразка 1980-х також починає читати реп. Зважаючи на відвертий зміст пісні, батьки намагаються відсторонити своїх дітей від цього небажаного впливу. Відеокліп перериває сцена, коли молочар, якого грає Девід Спейд, стукає у двері, а Данієль зразка 1980-х цілком неочікувано облаює його нецензурною лексикою.
14 червня 2018 року вийшов сингл «Trust Me», записаний за участі реп-виконавця Ty Dolla Sign. 26 липня 2018 року світ побачив однойменний відеокліп, в якому з'явилися Тео Фон та Белла Торн
30 серпня 2018 року світ побачив сингл «Yung and Bhad», записаний за участі City Girls. 18 вересня 2018 року виконавиця презентувала свій дебютний мікстейп «15», до якого увійшли такі треки як: «Geek'd» «No More Love», «Famous», «Count It», «Shhh», «Juice» тощо.
У січні 2019 року Бреголі презентувала сингл «Babyface Savage», записаний за участі Tory Lanez. 25 січня 2019 року виконавиця опублікувала трейлер до нового реаліті-шоу за її участі — «Виховання Бейбі» (англ. Bringing Up Bhabie), яке детально розповідатиме про її щоденне життя та про розвиток її музичної кар'єри.

## Дискографія

### Мікстейпи
- «15»

### Сингли
- «These Heaux»
- «Hi Bich»
- «Whachu Know»
- «I Got It»
- «Mama Don't Worry (Still Ain't Dirty)»
- «Both Of Em»
- «Gucci Flip Flops» (за участі репера Lil Yachty)
- «Who Run It»
- «Trust Me» (за участі Ty Dolla $ign)
- «Yung And Bhad» (за участі City Girls)

### Ремікси
- Kodak Black & XXXTentacion — «Roll In Peace»
- Tee Grizzley and Lil Yachty — «From the D to the A»
- YBN Nahmir — «Rubbin Off the Paint»